# Weidekervel
De weidekervel (Silaum silaus) is een plant die behoort tot de schermbloemenfamilie (Umbelliferae of Apiaceae). Het is een plant van natte, voedselrijke grond in uiterwaarden, bermen en op dijken. De plant komt van nature voor in Eurazië. In Nederland komt de plant voor in het westen van Limburg en op Texel. De soort staat op de Nederlandse Rode lijst van planten als zeer zeldzaam en matig afgenomen.
Weidekervel onderscheidt zich in het vegetatieve stadium van karwijselie (Selinum carvifolia) door de nauwelijks gegroefde bladsteel, die bij karwijselie duidelijk gegroefd is. Tevens is de weidekervel te onderscheiden van de melkeppe (Peucedanum palustre) door de niet holle stengel, die bij de melkeppel wel hol is.
De plant wordt 30-90 cm hoog. De vaak licht violetbruine stengel is ten minste bovenaan kantig en gegroefd. De lang gesteelde wortelbladen zijn drie- tot viervoudig geveerd. De blaadjes van de eerste orde zijn lang gesteeld, die van de laatste orde lancetvormig en fijn gezaagd. De vlezige wortel heeft een peperachtige smaak, vandaar de Engelse naam Pepper-saxifrage.
Weidekervel bloeit van juni tot september met bleekgele bloemen, waarvan de kelkbladen ontbreken. De bloeiwijze is een samengesteld scherm van de eerste orde. Het scherm bestaat uit vier tot vijftien met papillen bezette stralen, nul tot drie omwindselbladen en vijf tot elf omwindselblaadjes. De omwindselbladen zijn evenals de omwindselblaadjes vliezig gerand.
De vrucht is een 4-5 mm lange, tweedelige splitvrucht, die in vooraanzicht langwerpig is met slanke, uitspringende ribben. De deelvruchtjes zijn op doorsnede halfrond.

## Plantengemeenschap
Weidekervel is een indicatorsoort voor het mesofiel hooiland (hu) subtype 'Grote vossenstaartverbond', een karteringseenheid in de Biologische Waarderingskaart (BWK) van Vlaanderen en het Brussels Hoofdstedelijk Gewest.

## Namen in andere talen
- Duits: Gewöhnliche Wiesensilge
- Engels: Pepper-saxifrage
- Frans: Silaüs des prés, Fenouil des chevaux